# Earlstoun Castle

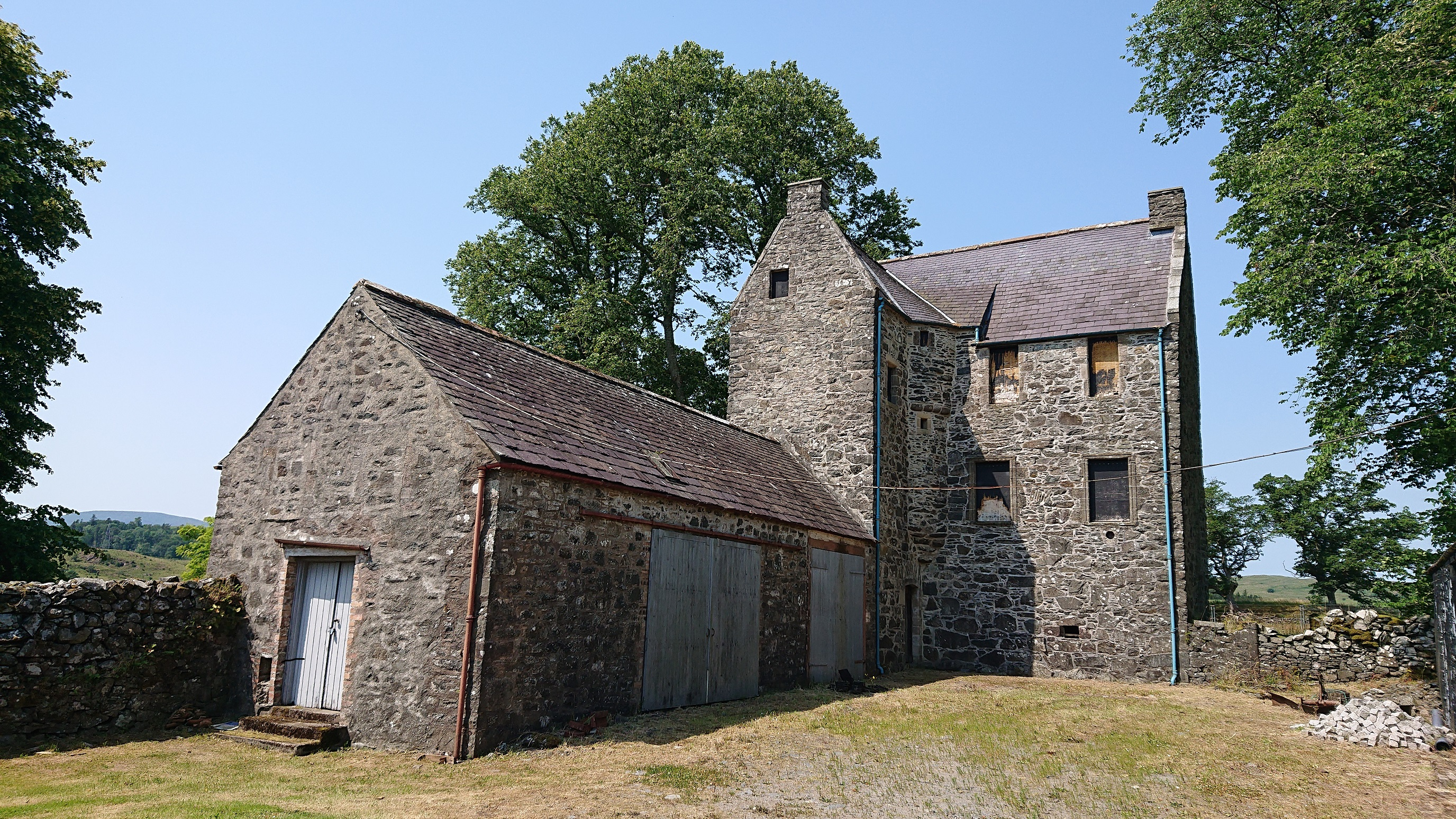

Earlstoun Castle ist ein Tower House nahe der schottischen Ortschaft St John’s Town of Dalry in der Council Area Dumfries and Galloway. 1971 wurde das Bauwerk in die schottischen Denkmallisten in der höchsten Denkmalkategorie A aufgenommen. Die Einstufung wurde jedoch 2017 aufgehoben. Weiterhin ist die Anlage jedoch als Scheduled Monument geschützt.

## Beschreibung
Das Tower House wurde im späten 16. oder frühen 17. Jahrhundert erbaut. 1655 wurde ein zweistöckiger Anbau hinzugefügt, der jedoch um 1850 abgebrochen wurde. Earlstoun Castle liegt isoliert rund drei Kilometer nördlich von St John’s Town of Dalry nahe dem linken Ufer des Water of Ken zwischen den Stauseen Carsfad Loch und Earlstoun Loch. Das dreistöckige Gebäude weist einen L-förmigen Grundriss auf. Sein aus Bruchstein von der Grauwacke bestehendes Mauerwerk ist bis zu 1,2 m mächtig. Einfassungen sind aus Naturstein gefertigt. Da sie erhaben aus den Fassaden herausstehen, wird davon ausgegangen, dass das Tower House einst mit Harl verputzt war.
Ein flacher Segmentbogen schließt das Eingangsportal im Gebäudeinnenwinkel ab. Darüber kragt ein Treppenturm mit einer innenliegenden Wendeltreppe aus. Die länglichen Fenster der großen Halle im ersten Obergeschoss wurden vermutlich im mittleren 17. Jahrhundert erweitert. Eine eingelegte Platte unterhalb eines Fensters weist das Baujahr 1655 sowie die Initialen „WG“ und „MH“ (William Gordon und Mary Hope) aus. Ursprünglich zierte sie jedoch das Mauerwerk des zwischenzeitlich abgebrochenen Anbaus. Dessen Ansatz an das Hauptgebäude ist heute noch entlang der Fassade erkennbar. Eine ehemalige Verbindungstüre im ersten Obergeschoss wurde mit Mauerwerk verschlossen. Ein einstöckiger Schuppen an der Südseite wurde im 19. Jahrhundert angebaut.